# Węgry (województwo dolnośląskie)
Węgry (dawniej niem. Wangern) – wieś w Polsce położona w województwie dolnośląskim, w powiecie wrocławskim, w gminie Żórawina.
W latach 1975–1998 miejscowość należała administracyjnie do województwa wrocławskiego.
We wsi znajduje się stacja kolejowa przy linii Wrocław – Międzylesie.

## Zabytki
Do wojewódzkiego rejestru zabytków wpisane są:
- kościół par. pw. św. Jadwigi, zbudowany w stylu gotyckim w XIV/XV w., przebudowywany w XVI w., w drugiej ćw. XVIII w., w XIX w., murowany; w środku fragment gotyckiego ołtarza i trzy rzeźby gotyckie z przełomu XV/XVI w, późnogotyckie sakramentarium z ok. 1500 i figura Chrystusa Zmartwychwstałego z XV w. Na północnej ścianie nawy zachowany fragment gotyckiego tryptyku z XV w. Późnobarokowy ołtarz boczny św. Antoniego, rokokowy ołtarz boczny z obrazem św. Anny uczącej czytać Matkę Boską. Barokowe organy, ambona, konfesjonał i dekoracja stiukowa na stropie[5]. W kościele odprawiano polskie nabożeństwa do około 1800 a sama wieś była na przełomie XVIII i XIX stulecia granicą językową.
- mur cmentarny i brama, w murze trzy granitowe krzyże pokutne
- dwór, wybudowany w XVIII w. w stylu barokowym. Przebudowa na przełomie XVIII/XIX w. prowadzona w duchu neogotyckim zatarła pierwotne cechy barokowe.